# Ужгород (станция)
Ужгород (укр. Ужгород) — пассажирская и грузовая железнодорожная станция Львовской железной дороги в городе Ужгороде — областном центре Закарпатской области. Является главной станцией Ужгородской дирекции железнодорожных перевозок.

## Описание
Расположена на линии Сянки — Чоп. В пяти километрах от станции Ужгород находится пограничная станция Павлово с выходом на Словакию. Рядом с железнодорожным вокзалом на расстоянии 200 метров расположен международный автовокзал "Ужгород".
Является конечной точкой почти для всех пассажирских поездов дальнего следования (исключение составляет лишь поезд Киев — Чоп), для пригородных поездов является транзитным пунктом.

## История
Станция была открыта во времена Австро-Венгрии в 1872 году в составе железной дороги Ужгород — Чоп. Линия соединила Ужгород с Веной и Будапештом.
В 1893 году была построена железная дорога от Ужгорода до районного центра Великий Березный, который расположен в 40 км на север.
В 1968 года станция была электрифицирована в составе участка Чоп — Самбор.
В 2004 году была проведена масштабная реконструкция. Был возведен новый вокзал, старое здание полностью реконструировано и стало пригородным вокзалом. Оба здания соединены пролётом на уровне второго этажа. Также было проведено полное обновление платформ и установлены навесы.

## Галерея
- Фонтан на станции
- Иллюминация на станции
- Скорый поезд Киев—Ужгород на платформе
- Привокзальная площадь
- Тепловоз ЧМЭ3-3480 на станции